# Jevhenij Kučerenko
Jevhenij Ihorovyč Kučerenko (in ucraino Євгеній Ігорович Кучеренко?; Kiev, 27 agosto 1999) è un calciatore ucraino, portiere del Dundee United.

## Carriera
Cresciuto nei settori giovanili di Arsenal Kiev e Šachtar, nel 2019 inizia la carriera professionistica con l'União Leiria; il 21 febbraio 2020, dopo aver collezionato due presenze con i portoghesi, viene tesserato dal Kolos Kovalivka, con cui esordisce in Prem"jer-liha il 15 luglio seguente, nella partita persa per 2- 0 contro lo Šachtar. Il 28 luglio 2021 passa in prestito al Podillja; il 27 gennaio 2022 si trasferisce, sempre a titolo temporaneo, all'Aqsý. Il 1º marzo 2023 viene ceduto a titolo definitivo al Dila Gori, con cui disputa un'ottima stagione a livello individuale; il 22 gennaio 2024 fa ritorno in Ucraina, venendo tesserato dal LNZ Čerkasy.
Il 25 giugno 2025 viene acquistato dal Dundee United, con cui firma un biennale con opzione.

## Statistiche

### Presenze e reti nei club
Statistiche aggiornate al 28 luglio 2025.
| Stagione               | Squadra                | Campionato             | Campionato | Campionato | Coppe nazionali | Coppe nazionali | Coppe nazionali | Coppe continentali | Coppe continentali | Coppe continentali | Altre coppe | Altre coppe | Altre coppe | Totale | Totale | Totale |
| Stagione               | Squadra                | Comp                   | Pres       | Reti       | Comp            | Pres            | Reti            | Comp               | Pres               | Reti               | Comp        | Pres        | Reti        | Pres   | Reti   |        |
| ---------------------- | ---------------------- | ---------------------- | ---------- | ---------- | --------------- | --------------- | --------------- | ------------------ | ------------------ | ------------------ | ----------- | ----------- | ----------- | ------ | ------ | ------ |
| 2019-feb. 2020         | União Leiria           | CP                     | 1          | -1         | TP              | 2               | -1              | -                  | -                  | -                  | -           | -           | -           | 3      | -2     |        |
| feb.-giu. 2020         | Kolos Kovalivka        | PL                     | 1          | -2         | CU              | -               | -               | -                  | -                  | -                  | -           | -           | -           | 1      | -2     |        |
| 2020-2021              | Kolos Kovalivka        | PL                     | 0          | 0          | CU              | 0               | 0               | UEL                | 0                  | 0                  | -           | -           | -           | 0      | 0      |        |
| Totale Kolos Kovalivka | Totale Kolos Kovalivka | Totale Kolos Kovalivka | 1          | -2         |                 | 0               | 0               |                    | 0                  | 0                  |             | -           | -           | 1      | -2     |        |
| 2021-gen. 2022         | Podillja               | 2.L                    | 14         | -12        | CU              | 1               | -3              | -                  | -                  | -                  | -           | -           | -           | 15     | -15    |        |
| 2022                   | Aqsý                   | PL                     | 16         | -25        | CK              | 3               | -2              | -                  | -                  | -                  | -           | -           | -           | 19     | -27    |        |
| 2023                   | Dila Gori              | EL                     | 36         | -39        | CG              | 0               | 0               | UECL               | 6                  | -8                 | SG          | 2           | -1          | 44     | -48    |        |
| gen.-giu. 2024         | LNZ Čerkasy            | PL                     | 6          | -9         | CU              | -               | -               | -                  | -                  | -                  | -           | -           | -           | 6      | -9     |        |
| 2024-2025              | LNZ Čerkasy            | PL                     | 28         | -35        | CU              | 1               | -2              | -                  | -                  | -                  | -           | -           | -           | 29     | -37    |        |
| Totale LNZ Čerkasy     | Totale LNZ Čerkasy     | Totale LNZ Čerkasy     | 34         | -44        |                 | 1               | -2              |                    | -                  | -                  |             | -           | -           | 35     | -46    |        |
| 2025-2026              | Dundee Utd             | SP                     | 0          | 0          | CS+CdL          | 0+0             | 0               | UCoL               | 1                  | 0                  | -           | -           | -           | 1      | 0      |        |
| Totale carriera        | Totale carriera        | Totale carriera        | 102        | -123       |                 | 7               | -8              |                    | 7                  | -8                 |             | 2           | -1          | 118    | -140   |        |